# 普雷博尔德市镇

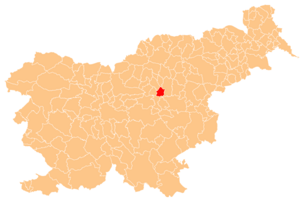
普雷博尔德市镇於斯洛文尼亞的位置

普雷博尔德市镇是斯洛文尼亞中部的市镇，行政中心为普雷博爾德。面積41平方公里，2010年人口4788。人口密度約120人/km2。

## 外部連結
- 官方网站  （斯洛文尼亚文）
- Prebold Municipality: map （页面存档备份，存于）. Geopedia.si.